# Carver (Massachusetts)
Carver és una població dels Estats Units a l'estat de Massachusetts. Segons el cens del 2008 tenia 11.574 habitants.

## Demografia
Segons el cens del 2000, Carver tenia 11.163 habitants, 3.984 habitatges, i 3.011 famílies. La densitat de població era de 114,8 habitants per km².
Dels 3.984 habitatges en un 36,6% hi vivien nens de menys de 18 anys, en un 63,3% hi vivien parelles casades, en un 8,7% dones solteres, i en un 24,4% no eren unitats familiars. En el 19,7% dels habitatges hi vivien persones soles l'11,7% de les quals corresponia a persones de 65 anys o més que vivien soles. El nombre mitjà de persones vivint en cada habitatge era de 2,8 i el nombre mitjà de persones que vivien en cada família era de 3,23.
Per edats la població es repartia de la següent manera: un 27,3% tenia menys de 18 anys, un 6,9% entre 18 i 24, un 28,3% entre 25 i 44, un 22,8% de 45 a 60 i un 14,8% 65 anys o més.
L'edat mediana era de 37 anys. Per cada 100 dones de 18 o més anys hi havia 90,9 homes.
La renda mediana per habitatge era de 53.506 $ i la renda mediana per família de 61.738$. Els homes tenien una renda mediana de 46.414 $ mentre que les dones 28.336$. La renda per capita de la població era de 20.398$. Entorn del 4,6% de les famílies i el 5% de la població estaven per davall del llindar de pobresa.